# Arnold Paole
Arnold Paole (ou Arnold Kol Paole, ou encore Arnold Paul selon les pays) était un soldat autrichien mort en 1727 dans le village de Medvegia dans l'actuelle Serbie, en tombant d’une charrette de foin. Il serait revenu après sa mort sous la forme d’un vampire.
De son vivant, Paole prétendait avoir tué un vampire lors d’une guerre entre le Saint-Empire romain germanique et l'Empire ottoman et était persuadé d’en porter la malédiction. Un mois après sa mort, il aurait été vu rôdant aux alentours du village et aurait bu le sang de près de la moitié de la population.
Paole et toutes ses victimes présumées furent exhumés et transpercés d’un pieu. Lors de l'ouverture de son cercueil, son cadavre aurait été intact et ses lèvres couvertes de sang et il aurait poussé un hurlement horrible après qu'on lui eût planté le pieu dans le cœur. 
Cette histoire, ainsi qu’un grand nombre de cas similaires, déclencha une réapparition massive de la croyance aux vampires à travers l’Europe. Ces « vagues de vampirisme » étaient dues aux épidémies courantes à cette époque. Devant le grand nombre de cas semblables, beaucoup d’enquêtes et de poursuites furent ouvertes par les autorités.
L’enquête sur le cas de Paole et des autres vampires serbes fut menée par le conseil de guerre impérial de Vienne, car la Serbie était à l’époque une province autrichienne. C’est dans son procès-verbal, rédigé à Belgrade en 1732 que le mot « vampire » est cité officiellement pour la première fois.
Le cas d’Arnold Paole est lié à celui de Peter Plogojowitz, un autre vampire qui se serait manifesté deux ans plus tôt (en 1725), dans le village de Kisilova, très proche de Medvegia. Ces deux cas ont suscité un engouement considérable dans l’Europe occidentale.
Dans son roman Un lieu incertain, paru le 25 juin 2008, Fred Vargas s'inspire très largement de la légende de Peter Plogojowitz et de celle d'Arnold Paole.

## Sources
- L'affaire d'Arnold Paole vers 1726, consignée par le Visum et Repertum de Johann Flückinger (1732)
- L'histoire est mentionnée par Jean-Baptiste Boyer d'Argens dans ses Lettres juives (Lettre 137), en 1736[4].